# Aleksander z Aleksandrii
Aleksander z Aleksandrii, cs. Swiatitiel Aleksandr, archijepiskop Aleksandrijskij (ur. ok. 250 w płn. Egipcie, zm. ok. 326 w Aleksandrii) – w latach 313–326 biskup Aleksandrii, następca Achillasa, zdecydowany obrońca nauki Kościoła o Chrystusie wobec poglądów Ariusza, święty Kościoła katolickiego, prawosławnego, czczony przez Syryjski i Koptyjski Kościół Ortodoksyjny.

## Życiorys
Od pierwszych lat swojej młodości Aleksander poświęcił się służbie Kościołowi. Zajmował wśród kleru aleksandryjskiego wybitne miejsce, a po śmierci bp Achillasa (313) został wybrany jego następcą. Zasługą św. Aleksandra było to, że jako pierwszy rozpoznał błędy Ariusza i z całą stanowczością je zwalczał. Kiedy Ariusz zaczął publicznie głosić swoją błędną naukę, że Jezus nie jest Synem Bożym naturalnym, ale tylko z adopcji, Aleksander zwołał w Aleksandrii synod (320), na którym nauka Ariusza została potępiona, a sam Ariusz został wykluczony ze społeczności kościelnej. Naukę tę potępił również pierwszy sobór powszechny w Nicei w r. 325, w którego obradach Aleksander brał udział. Na tym soborze w imieniu św. Aleksandra przemawiał diakon Kościoła aleksandryjskiego, św. Atanazy, wykazując błędy Ariusza, które zostały potępione.
Aleksander, prawdopodobnie pierwszy, w oficjalnym dokumencie kościelnym (list okólny do biskupów) zastosował do Maryi z Nazaretu określenie Theotokos.
Św. Aleksander wyróżnił się także jako administrator i duszpasterz. Wystawił w Aleksandrii największy kościół ku czci św. Teonasa (zm. 300). Zwołał synod biskupów Egiptu i Libii (320). Zostawił także 70 listów do różnych hierarchów, które stanowią cenne źródło dokumentalne. Wśród nich jest list do cesarza Konstantyna I Wielkiego z prośbą o inicjatywę zwołania soboru powszechnego, co się też stało (325).
Aleksander zmarł w lutym 326 lub 328 r., jednak według Martyrologium Rzymskiego sprzed II soboru watykańskiego 17 lub 18 kwietnia.

## Kult
Kult św. Aleksandra ma charakter powszechny, chociaż jego osoba uległa pewnemu zapomnieniu.

### Dzień obchodów
Wspomnienie liturgiczne w Kościele katolickim obchodzone jest 26 lutego (dawn. 17 kwietnia).
Kościoły wschodnie z uwagi na liturgię według kalendarza juliańskiego, wspominają św. Aleksandra:
- kościoły greckokatolickie – 20 maja[5]/2 czerwca[a], tj. 2 czerwca według kalendarza gregoriańskiego (dzień zwołania soboru nicejskiego, 20 maja 325),
- Kościół prawosławny, syryjski – 29 maja[7]/11 czerwca, tj. 11 czerwca,
- Kościół koptyjski – odpowiednio do 17 kwietnia według prawosławnej liturgii (30 kwietnia według kalendarza gregoriańskiego), tj. 22. paremoude według kalendarza koptyjskiego[8].

### Ikonografia
W ikonografii św. Aleksander przedstawiany jest w stroju biskupa. Jego atrybut to rylec nawiązujący do działalności pisarskiej świętego.